# Accento (fonologia)
In linguistica, l'accento di parola è un tratto prosodico (soprasegmentale), che permette – nella realizzazione fonetica di una parola – la messa in rilievo di una delle sillabe che la compongono. La messa in rilievo può essere realizzata  attraverso il rafforzamento dell'intensità ("accento dinamico o espiratorio") o con un aumento dell'altezza della voce ("accento musicale"). Nel greco classico e nel latino classico si ha un accento avvertito come musicale, invece nel neogreco e nell'italiano esistono accenti percepiti come chiaramente intensivi. 
«Il ritmo del latino parlato in età classica si fondava sull'alternanza tra vocali lunghe e brevi, e con ogni probabilità quello fra i caratteri dell'accento che aveva valore distintivo era l'altezza musicale». Ambedue queste particolarità rientrano tra i mutamenti prodotti nel latino parlato in Italia durante il primo mezzo millennio della nostra era. «(...) si perde la distinzione fondata sulla quantità, e l'accento diviene prevalentemente intensivo».
Un'altra forma di messa in rilievo è l'allungamento della sillaba, cioè un aumento della quantità fonologica. L'accento nella maggior parte dei casi può poggiare solo su vocali e sonanti (dunque, non sulle consonanti in senso stretto).

## Accento grafico
Nelle lingue in cui è prevalente, l'accento tonico o accento di parola (cioè la messa in rilievo fonica di una specifica sillaba) si distingue in base al 'grado di apertura' (aspetto del timbro) con cui una vocale è articolata. In italiano, l'accento tonico è segnato solo nelle parole tronche, per il mezzo di due distinti accenti grafici:
- l'accento acuto (come in sé, perché ecc.), che indica la chiusura del timbro (contraddistingue le vocali chiuse o 'strette' [nell'articolazione, medio-alte]);
- l'accento grave (come in tè, caffè ecc.), che indica l'apertura del timbro (contraddistingue le vocali aperte [nell'articolazione, medio-basse]).

Esiste poi un terzo accento grafico, oggi poco usato, l'accento circonflesso, che ha avuto vari usi in diacronia.

## Posizione dell'accento
Le regole grammaticali delle varie lingue del mondo disciplinano in misura molto diversa la posizione dell'accento: questo dunque, a seconda della lingua, può essere completamente fisso (come nel caso del finlandese, del polacco, del francese, del lettone o di parecchie lingue artificiali, come l'esperanto) o relativamente variabile e libero (come per l'italiano, lo spagnolo, il portoghese, il rumeno, l'inglese, il tedesco, l'olandese, il greco, il lituano e le lingue slave orientali e meridionali).
In alcune lingue può cadere su qualsiasi parte della parola (radice, prefisso, tema, suffisso, desinenza), mentre in altre deve sottostare ad alcune regole: in latino e greco, a mo' di esempio, non può risalire oltre la terzultima sillaba; in latino non si può neanche trovare sull'ultima.
In italiano possiamo dividere le parole in gruppi a seconda della posizione in cui cade l'accento:
- tronche: ultima sillaba (es. caf-fè)
- piane: penultima sillaba (es. ma-tì-ta)
- sdrucciole: terzultima sillaba (es. te-lè-fo-no)
- bisdrucciole: quartultima sillaba (es. cà-pi-ta-no)

Alcune rare voci verbali composte con particelle enclitiche possono essere anche trisdrucciole o quadrisdrucciole, con accento rispettivamente sulla quintultima e sestultima sillaba (es. fàb-bri-ca-me-lo, rè-ci-ta-me-lo e fàb-bri-ca-ce-ne; fàb-bri-ca-mi-ce-lo e fàb-bri-ca-mi-ce-ne).

## Funzione dell'accento
L'accento può avere diverse funzioni all'interno di ogni sistema linguistico. La più diffusa è quella di indicare le unità significative (parole), ciascuna delle quali ha di norma un solo accento (funzione contrastiva).
Riprendendo quanto detto sopra, l'accento nelle lingue può assumere una posizione fissa, prevedibile o mobile.
Ora, nelle lingue in cui l'accento ha una posizione fissa (come nel finlandese o nel francese, dove cade – rispettivamente – sempre sulla prima o sull'ultima sillaba [se ben articolata]), ha anche funzione demarcativa: permette di determinare la fine di una parola e l'inizio della successiva (o viceversa, come nel caso del finlandese). 
Quanto alle lingue ad accento prevedibile, queste osservano delle regole ben precise per derivare l'accento da ogni parola: è il caso del greco e del latino, regolati rispettivamente da leggi basate sulla quantità dell'ultima vocale e della penultima sillaba.
Infine, nelle lingue ad accento mobile (o dinamico) l'accento presenta una funzione distintiva, in quanto da solo permette di distinguere parole uguali tra loro nei segmenti fonici, ma diverse nel significato: in italiano, per es. prìncipi - princìpi e càpitano - capitàno - capitanò.

## Parole proclitiche ed enclitiche
Esistono diverse parole monosillabe che, pur possedendo un accento proprio, si appoggiano nella pronuncia alla parola che segue (condizione nota come pròclisi) o che precede (ènclisi).
Articoli determinativi (lo, la, gli, le ecc.), preposizioni semplici (di, a, da, in ecc.), avverbi (ci, ne ecc.), congiunzioni (e, se ecc.), pronomi atoni (mi, ti, si ecc.) si definiscono 'parole proclitiche'.
Tutte le particelle avverbiali e pronominali che invece seguono il verbo (ad es. passami, salutaci), si definiscono 'particelle enclitiche'.

## Trascrizione
Nella trascrizione fonetica (ma ove previsto, anche in quella 'fonologica') di una qualsiasi parola secondo l'alfabeto fonetico internazionale, l'accento di parola si segnala con un apice (') posto prima della sillaba tonica (mentre si omette per i monosillabi: 'qui' [kwi]). Così, ad esempio, la trascrizione fonetica della parola italiana 'carta' sarà [ˈkarta], in quanto l'accento cade sulla prima sillaba.

## Accento e metrica
In molte lingue, posizione e numero degli accenti sono importanti per definire i vari metri poetici.